# Тинівка тибетська
Тинівка тибетська (Prunella immaculata) — вид горобцеподібних птахів родини тинівкових (Prunellidae).

## Поширення
Птах гніздиться у горах в східній частині Гімалаїв та на півдні Китаю (південний схід Тибету, провінції Ганьсу та Сичуань). Зимує в західній та центральній частині Непалу та китайській провінції Юньнань. Тинівку тибетську спостерігали також на півночі М'янми, але його статус там не визначений.

## Опис
Птах завдовжки 14-16 см, вагою близько 20 г. Верх голови та передня частина спини темно-сірі. Спина, крила та хвіст коричневі. Лице, горло, груди та черево темно-попелятого, майже чорного кольору.

## Спосіб життя
Мешкає у вологих хвойних та рододендронових лісах, часто біля води; тримається на висоті від 2900 м до 5000 м над рівнем моря. Взимку опускається до 1500 м над рівнем моря. Живиться безхребетними та насінням, інколи ягодами. Сезон розмноження припадає на травень-липень. Добре приховане гніздо, розміщене низько в кущах, іноді прямо на землі. У гнізді 3-4 яйця.